# مناطق بغداد
هناك تسع مناطق إدارية في مدينة بغداد، عاصمة العراق، التي تتوافق مع المجالس الاستشارية تسعة حي. تستخدم خطة أمن بغداد هذه المناطق تسعة والمناطق الأمنية تسعة. تشكلت هذه في عام 2003 في أعقاب غزو العراق. ويتم اختيار أعضاء المجلس البلدي من المجالس الاستشارية حي 89 في بغداد. ويستند عدد من ممثلي حي على مجلس قضاء على سكان المجتمع. يتكون المجلس الاستشاري مدينة بغداد من 37 عضوا يتم اختيارهم من مجالس المقاطعات ويستند أيضا على سكان المقاطعة.

## مناطق شرق دجلة (الرصافة)

### قاطع الرصافة
- 1. قضاء المدائن
- 2. الشعب
- 3. زيونة
- 4. الاعظمية
- 5. الفحامة
- 6. مدينة الصدر
- 7. الجادرية
- 8. اور
- 9. باب المعظم (باب المعظم)
- 10. المستنصرية
- 11. النيل، المهندسين
- 12. حي 14 تموز
- 13. الإدريسي
- 14.قضاء الحسينيه

### منطقة الاعظمية
- 14. الأعظمية
- 15. الوزيرية (الوزيرية)
- 16. الوزيرية - الصناعة (الوزيرية، الصناعة)
- 17. المغرب
- 18. القاهرة
- 19. الكريعات (حي الربيع)
- 20. سبع أبكار (حي الربيع)
- 21. حي البنوك
- 22. حي أور
- 23. الشعب (الشرق)
- 24. الشعب (الشمالية)
- 25. الشعب (الجنوبية)
- 26. الصليخ. حي تونس

### حي الثورة(حي الثورة)
- 26. إشبيلية
- 27. الحبيبية
- 28. مدينة الصدر (مدينة الثورة)

### حي 9 نيسان
- 29. ملعب الشعب الدولي، ساحة بور سعيد، نصب الشهيد (نصب الشهيد).
- 30. المثنى، زيونة
- 31. الغدير، ساحة ميسلون. شارع فلسطين
- 32. بغداد الجديدة (بغداد الجديدة)، الف دار الخليج
- 33. الدر، أو الدنانير، البلديات
- 34. المشتل، أمين، الرستمية (الرستمية)
- 35. الفضيلية، الكمالية، حي البتول، حي النصر
- 36. المعامل، شارع الرشيد
- 37. منطقة العبيدي، حي الصدرين، حي الرشاد

### منطقةالكرادة
- 38. سيناء، العلوية، نادي الوحدة (صحيفة الوحدة)
- 39. الكرادة داخل.
- 40. زيونة، الجادرية
- 41. الكرادة خارج، العرصات، مصباح
- 42. كامب سارة، شارع معسكر الرشيد
- 43. الرشيد
- 44. المجمع الصناعي في الزعفرانية
- 45.، الربيعي
- 46. الزعفرانية

## مناطق غرب دجلة (الكرخ)

### منطقةالكرخ
- 47. الشواكة، حيفا (حيفا) مجمع
- 48. الشيخ معروف، الشالجية
- 49. الصالحية
- 50. كرادة مريم
- 51. جزيرة أم الخنازير، المجمع الرئاسي
- 52. الكندي، الحارثية
- 53. متنزه الزوراء
- 54. مطار المثنى العسكري (مطار المثنى القديم)

### منطقةالكاظمية
- 55. العطيفية
- 56. الكاظمية (1)
- 57. الكاظمية (2)
- 58. علي الصالح (علي الصالح)، سلام
- 59. منطقة الشعلة
- 1. (الجوادين)
- 2.(الرواد)
- 3.(الدوانم)

### منطقة الحرية
1. الحرية الأولى
2. الحرية الثانية
3. الحرية الثالثة
4. دباش
5. البستان
6. الصحة
7. الدولعي
8. دور نواب الضباط
9. دور الشؤون
10. السلام
11. حي الاكراد

### حي المنصور
- 62. القادسية
- 63. اليرموك
- 64. المنصور
- 65. دراغ
- 66. الخارجية
- 67. الاندلس
- 68. الداودي
- 69. الجامعة
- 70. السفارات
- 71. الخضراء
- 72. العامرية
- 73. البكرية
- 74. مطار بغداد الدولي
- 75. الغزالية
- 76. جامع ام القرى منطقة العباسية
- 77. الخطيب
- 78. العدل
- 79. الاسكان
- 80. الوشاش
- 81. البيجية

### منطقة الرشيد
- 75 البوعيثة
- 76 مصفاة الدورة
- 77 جمعية خير الله
- 78 الدورة
- 79، الجمهورية (ابو طيارة)
- 80 الشرطة
- 81. الاثوريين
- 82. الجزيرة الأولى الجزيرة الثانية (المهدية الاولى والثانية)
- 83 عرب جبور
- 84.اسيا
- 85 الميكانيك
- 86 الصحة
- 87.الطعمة
- 88.محلة 860 (المهدية الثانية)
- 89 هور رجب
- 90.السيدية
- 91. الضباط
- 92. شهداء السيدية
- 93. كفاءات السيدية
- 94. البياع
- 95. الاعلام
- 96. 100 دار
- 97. المعالف
- 98. حي التراث
- 99. التعليم
- 100. الشباب
- 101. الري
- 102. المواصلات
- 103. الرسالة الأولى
- 104. المواصلات الثانية
- 105.الشرطة الرابعة الشرطة الخامسة
- 106.الرفاق
- 107.مجمع السلام السكني
- 108.حي المخابرات
- 109.تبوك
- 110.البعامر
- 111.الديوان
- 112.الامانة
- 113.الالفين
- 114.بدر
- 115.الطائي
- 116.حي الفرات
- 117.الخارجية
- 118.الاطباء
- 119.مجمع الكرخ السكني
- 120.الجهاد
- 121.الملحانية
- 122.حي العامل
- 123.الحي الصناعي في حي العامل
- 124.معارض السيارات في البياع
- 125 كرارة (حي دجلة )

## تشكيل النظام الحالي
مدينة بغداد له 89 أحياء رسمية في غضون 9 مناطق. خدمت هذه التقسيمات الرسمية للمدينة والمراكز الإدارية لإيصال الخدمات البلدية ولكن حتى عام 2003 لم يكن لها وظيفة سياسية. بدأت في أبريل 2003، بدأت سلطة التحالف المؤقتة الخاضعة للسيطرة الأمريكية (CPA) عملية خلق وظائف جديدة لهؤلاء. ركزت في البداية على عملية انتخاب مجالس الأحياء في الأحياء الرسمية، تنتخبهم المؤتمرات الحزبية الحي. عقد اتفاق السلام الشامل سلسلة من الاجتماعات في كل حي سكني لشرح الحكومة المحلية، لوصف العملية الانتخابية تجمع وتشجيع المشاركين على نشر الكلمة وجلب الأصدقاء والأقارب والجيران لاجتماعات لاحقة. كل عملية حي انتهت في نهاية المطاف مع لقاء النهائي حيث تحديد المرشحين للمجالس الجوار الجديدة أنفسهم وجيرانهم طلب للتصويت لصالحها. مرة واحدة كل 88 (زيادة في وقت لاحق إلى 89) كانت مجالس حي في مكان، كل مجلس حي الممثلين المنتخبين من بين أعضائها للعمل في واحدة من تسعة مجالس المناطق في المدينة. ويقوم عدد من ممثلي حي على مجلس قضاء على سكان الحي. وكانت الخطوة التالية أن يكون كل مجلس من مجالس المقاطعات التسع انتخاب ممثلين عن عضويتهم للعمل في مجلس مدينة بغداد 37 عضوا. هذا النظام ثلاثة مستويات من الحكومة المحلية توصيل أهالي بغداد إلى الحكومة المركزية من خلال ممثليهم من الحي، من خلال المقاطعة، وحتى مجلس المدينة.
وقد استخدم نفس العملية لتوفير المجالس التمثيلية للمجتمعات الأخرى في محافظة بغداد خارج المدينة نفسها. هناك، تم انتخاب المجالس المحلية من 20 أحياء (ناحية) وهذه المجالس المنتخبة ممثلين من أعضائها للعمل في ستة مجالس المناطق (الأقضية). وداخل المدينة، ثم انتخب مجالس المحافظات ممثلين من بين أعضائها للعمل في المجلس الإقليمي بغداد 35 عضوا.
كانت الخطوة النهائية في إنشاء نظام الحكومة المحلية لمحافظة بغداد انتخاب مجلس محافظة بغداد. كما كان من قبل، تم انتخاب ممثلين لمجلس المحافظة من قبل أقرانهم من المجالس الأدنى بأعداد تتناسب مع عدد سكان المناطق التي يمثلونها. اتخذ مجلس محافظة 41 عضوا المكتب في فبراير 2004 وخدم حتى الانتخابات الوطنية التي أجريت في يناير كانون الثاني عام 2005، عندما تم انتخاب مجلس المحافظة الجديد.
هذا النظام من 127 مجالس منفصلة قد تبدو مرهقة بشكل مفرط ولكن محافظة بغداد هي موطن لحوالي سبعة ملايين شخص. عند أدنى مستوى، ومجالس الأحياء، يمثل كل مجلس في المتوسط من 74,000 شخص.

## وصلات خارجية
- iraqimage.com
- Bill Roggio report map
- U.S. News & World Report map